# Karel Vrátný (politik)
Karel Vrátný (1. prosince 1856 – 1. března 1935 Plzeň) byl rakouský a český politik, na přelomu 19. a 20. století poslanec Říšské rady.

## Biografie
Původní profesí byl truhlářem z Plzně. Patřil mezi první aktivisty sociálně demokratického hnutí v Plzni. V roce 1897 na něj město Plzeň podalo žalobu, protože na veřejné schůzi v dělnickém domě Peklo označil vedení města za podněcovatele protiněmeckých výtržností, které se nedlouho předtím v Plzni odehrály.
Na konci 19. století se zapojil i do celostátní politiky. Ve volbách do Říšské rady roku 1897, konaných poprvé podle všeobecného (byť nikoliv rovného) volebního práva, se stal poslancem Říšské rady (celostátní zákonodárný sbor) za všeobecnou kurii, 18. volební obvod: Plzeň, Blovice atd. Byl jedním z pěti prvních českých sociálních demokratů, kteří díky volební reformě usedli do vídeňského parlamentu. Tito sociální demokrati pak na Říšské radě v březnu 1897 prezentovali takzvané protistátoprávní prohlášení, ve kterém se vymezili proti státoprávním postojům nesocialistických českých politických stran a označili dlouhodobé federalistické snahy české politické reprezentace za „vyhrabávání ztrouchnivělých historických privilegií a dokumentů,“ což vyvolalo v české společnosti ostré polemiky. Ve volbách do Říšské rady roku 1901 ho porazil národně sociální kandidát Václav Fresl.
Zemřel v březnu 1935.